# Love and Music
Love and Music è il decimo album in studio collaborativo dei cantanti statunitensi Porter Wagoner e Dolly Parton, pubblicato nel 1973.

## Tracce
Side 1
1. If Teardrops Were Pennies – 2:06 (Carl Butler)
2. Sounds of Night – 2:23 (Porter Wagoner)
3. Laugh the Years Away – 1:59 (Howard Tuck)
4. You – 2:20 (Dolly Parton)
5. Wasting Love – 1:47 (Wagoner)

Side 2
1. Come to Me – 2:21 (Parton)
2. Love Is Out Tonight – 2:39 (Wagoner, Tom Pick)
3. In the Presence of You – 2:47 (Wagoner)
4. I Get Lonesome by Myself – 3:19 (Parton)
5. There'll Always Be Music – 3:12 (Parton)